# La Ginesta (Lleida)
La Ginesta és un edifici de Sucs, al municipi de Lleida, protegit com a bé cultural d'interès local.

## Descripció
Conjunt aïllat d'edificis d'habitatge i servei per a labors agrícoles conformant un pati. Composició clàssica en aquests tipus d'edificis, amb predomini del massís sobre els buits, de gran senzillesa i correcció. Soterranis interessants. Murs de càrrega de pedra, maó, fusta i teula àrab.

## Història
La zona d'habitatge es modificà per tal d'adaptar-se al nou ús educatiu.